# Daniela Wutte

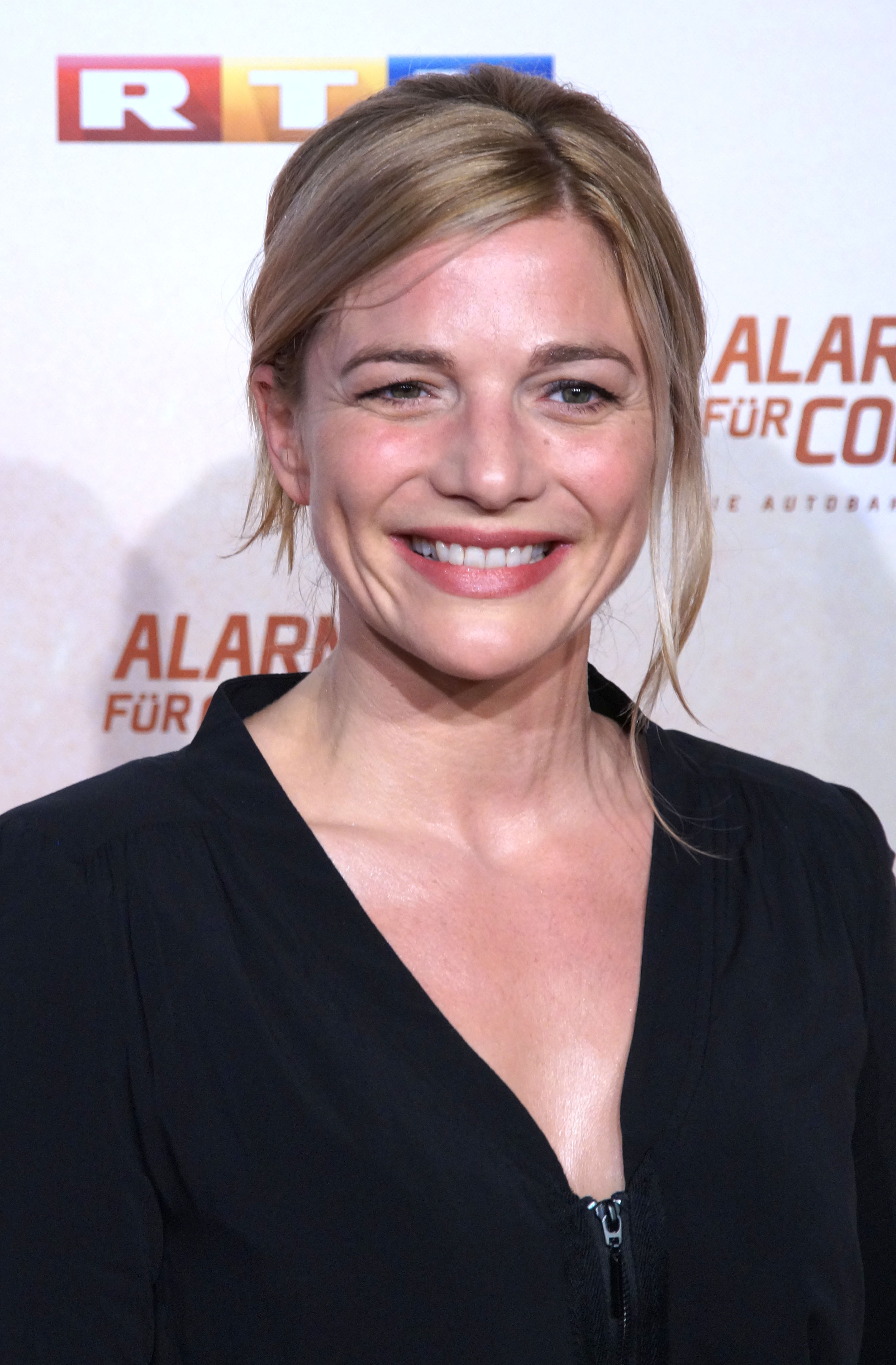
Daniela Wutte bei der Premiere der 300. Folge Alarm für Cobra 11 im April 2016

Daniela Wutte (* 15. September 1977 in Köln) ist eine deutsche Schauspielerin.

## Leben und Karriere
Daniela Wutte machte 1997 ihr Abitur und studierte daraufhin Sport auf Lehramt, wechselte jedoch nach dem Sportdiplom ins Schauspielfach. 2005 machte sie ihren Abschluss an der Arturo Schauspielschule in Köln.
Nach einigen Theaterrollen und Auftritten in Fernsehserien, hatte Wutte 2005 ihre erste Kinorolle als Anita in Siegfried an der Seite von Tom Gerhardt. Besonderen Erfolg hatte sie 2008 mit dem Film Die Dinge zwischen uns, der auch auf der Berlinale gezeigt wurde. Für die Hauptrolle der Myriam, einer Ehefrau, die sich aufgrund der Bordellbesuche ihres Mannes selbst nach und nach in die Prostitution begibt, wurde sie auf dem internationalen Women’s Film Festival in Madrid als beste Schauspielerin ausgezeichnet. Von Oktober 2013 bis August 2014 verkörperte sie als Lisa Fischer eine der Hauptrollen der zehnten Staffel Rote Rosen.

## Persönliches
Daniela Wutte ist mit dem Schauspielkollegen Volker Büdts verheiratet, den sie 2005 während der Dreharbeiten zu Siegfried kennenlernte. Das Paar hat zwei Söhne (* 2008 und * 2012) und lebt in Köln.

## Filmografie (Auswahl)
- 2005: Siegfried
- 2005: Schmitz komm raus! (Fernsehserie)
- 2006: Pastewka (Fernsehserie, eine Episode)
- 2006: Hausmeister Krause – Ordnung muss sein (Fernsehserie, zwei Episoden)
- 2006: Stolberg (Fernsehserie, eine Episode)
- 2006–2019: Alarm für Cobra 11 – Die Autobahnpolizei (Fernsehserie)
- 2007: SOKO Köln (Fernsehserie, eine Episode)
- 2008: Die Dinge zwischen uns
- 2008: 40 + sucht neue Liebe (Fernsehfilm)
- 2010: Das Glück kommt unverhofft (Fernsehfilm)
- 2009: SOKO Kitzbühel (Fernsehserie, eine Episode)
- 2009: Countdown – Die Jagd beginnt (Fernsehserie, eine Episode)
- 2010: Lasko – Die Faust Gottes (Fernsehserie, eine Episode)
- 2011: Der letzte Bulle (Fernsehserie, Episode Alle Wege führen zum Du)
- 2013–2014: Rote Rosen (Fernsehserie)
- 2015: Wilsberg – Bauch, Beine, Po (Fernsehserie)
- 2018: SOKO Wismar (Die Spur der Schweine)
- 2019: Der Lehrer (Fernsehserie, Episode Kleiner Tipp, werd’ besser ’n besserer Lügner … !)
- 2019: Heldt (Fernsehserie, Episode Hurra, vier leben noch)
- 2023: Tatort: Abbruchkante
- 2024: In aller Freundschaft (Fernsehserie, Episode Glückliche Umstände)
- 2025: WaPo Duisburg (Fernsehserie, Folge Super Urlaub)